# Задорожняк Сергій Григорович
Сергій Григорович Задорожняк (нар. 3 серпня 1967, Юрківці, Заставнівський район) — радянський та український футболіст, півзахисник. Брат футболіста Василя Задорожняка. Указом від 10.09.2016 р. №391/2016 присвоєне звання «Заслужений працівник фізичної культури і спорту України».

## Життєпис[1]
Задорожняк Сергій Григорович народився 3 серпня 1967 року в с. Юрківці Заставнівського району Чернівецької області. Після навчання в Юрківській СШ (1974-1984 рр.) вступив до Івано-Франківського технікуму фізичної культури і спорту. Провчившись там у 1984-1985 рр., був призваний до лав Радянської армії (1985-1987 — ПГВ (Польща), 23 Спортивний клуб армії). До футболу займався вільною боротьбою у Заставнівській ДЮСШ (тренер – Корнелій Жукотинський).
У 1987-2000 рр. грав за професійні та аматорські колективи з футболу України: чернівецька «Буковина» та «Лада», херсонський «Кристал», івано-франківське «Прикарпаття», заліщицький «Дністер» та клуб вищої ліги чемпіонату Молдови «Вілія» (Бричани).
Згодом виступав за ветеранську команду «Буковини». У 2000-2001 рр. виступав у крейцлізі з футболу (Німеччина), в т.ч. у команді «Люнен». У 2003-2005 рр. – директор ФК «Іванківці» (Кіцманський район). Чемпіон і володар Кубку України серед ветеранів 2005 р. у складі команди ветеранів буковинського футболу.
У 2005 р. був призначений заступником директора обласного центру «Спорт для всіх». З 2006 р. – директор Чернівецького обласного центру олімпійської підготовки. У 2007-2008 рр. – заступник директора Чернівецької обласної школи вищої спортивної майстерності, з 1.04.2008 – директор ШВСМ. Громадська діяльність: 2005 рік – обраний головою Чернівецької міської федерації футболу, 2009 рік – переобраний на другий термін головою Чернівецької міської федерації футболу. З 18.07.2012 – заступник голови обласної федерації футболу.

### Особисте життя
Одружений : дружина – Задорожняк Анжела Миколаївна, 1970 р.н., дочка – Задорожняк Юлія Сергіївна, 1993 р.н.
Проживає у м. Чернівці.